# Pietracorbara
Pietracorbara (korziško Petracurbara) je naselje in občina v francoskem departmaju Haute-Corse regije - otoka Korzika. Leta 2006 je naselje imelo 539 prebivalcev.

## Geografija
Kraj leži na severovzhodu otoka Korzike nad vzhodno obalo rta Cap Corse, 20 km severno od središča Bastie.

## Uprava
Občina Pietracorbara skupaj s sosednjimi občinami Brando, Canari, Nonza, Ogliastro, Olcani, Olmeta-di-Capocorso in Sisco sestavlja kanton Sagro-di-Santa-Giulia s sedežem v Brandu. Kanton je sestavni del okrožja Bastia.